# Valentine d'Aubigny

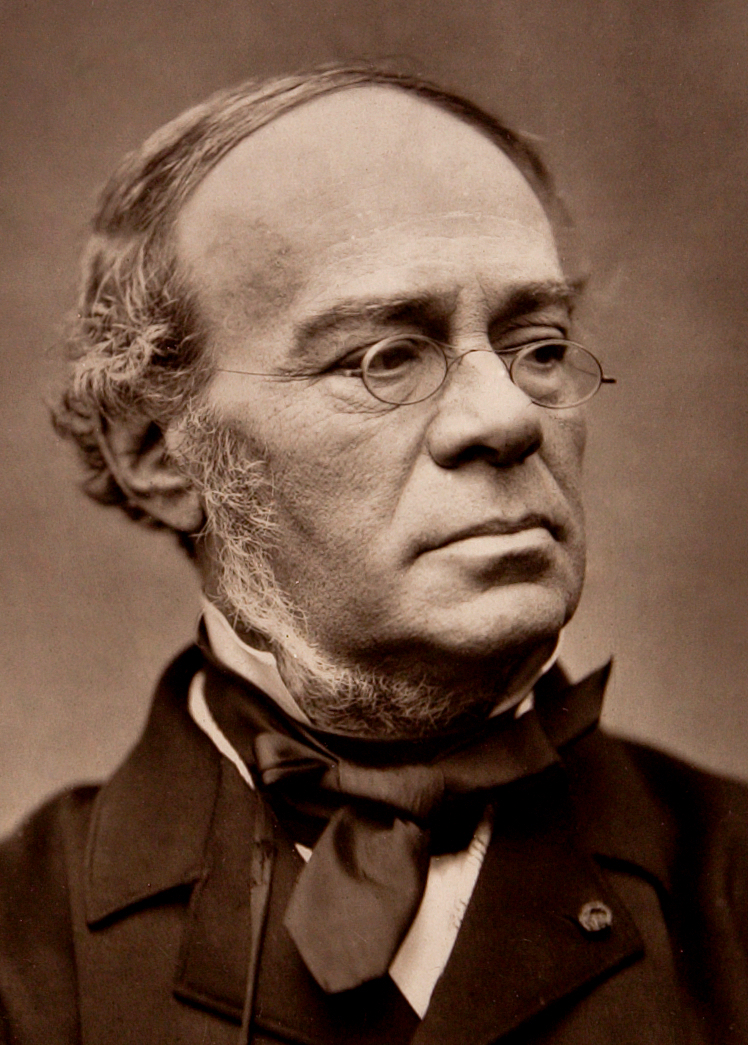
Fromental Halévy

Valentine d'Aubigny är en opéra comique i tre akter med musik av Jacques Fromental Halévy och libretto av Jules Barbier och Michel Carré. Den hade premiär i Paris den 26 april 1856 på Théâtre de l'Opéra-Comique (2° Salle Favart). Den komiska handlingen utspelas i Fontainebleau och i Paris i början av 1700-talet och rör sig kring misstagna identiteter och ränksmideri utfört av Chevalier de Boisrobert och Sylvia, en aktris vid Théâtre-Italien, som försöker men misslyckas med att förhindra äktenskapet mellan Gilbert de Mauléon och Valentine d'Aubigny.

## Bakgrund och mottagande
Valentine d'Aubigny var första och enda gången som Halévy använde ett libretto av Barbier och Carré, vilka skulle komma att samarbeta med åtskilliga operalibretton till andra kompositörer, däribland Charles Gounod och Ambroise Thomas. Det var också den sista 'opéra comique' som Halévy skrev. Han fullbordade endast ett scenverk till före sin död 1862, femaktsoperan La Magicienne. Clément och Larousse skrev i sin Dictionnaire lyrique från 1869 att den "bisarra" handlingen i Valentine d'Aubigny skilde sig från musiken som bestod av flera utmärkts stycken och då särskilt Gilberts aria "Comme deux oiseaux", Sylvias bolero samt Chevalier Boisroberts aria "Un amoureux". Deras bedömning att Halévys musik till Valentine var bättre än Barbier och Carrés libretto gick igen hos kritikern Paul Scudo i dennes recension i tidskriften Revue des deux Mondes. Han beskrev librettot som en "medioker fabel" och jämförde Barbier och Carrés verk föga smickrande med de av Eugène Scribe i opéra comique-genren. (Scribe hade skrivit libretton till flera av Halévys tidiga verk i genren, till exempel Le Shérif och Le Nabab.) Jämförelserna från andra kritiker var likartade. Kritikern i La Presse théâtrale beskrev librettot som ett "monster" som övergick all logik, men tillade:
Gudskelov, M. Halévys musik har tillräcklig kraft och charm för att få oss att glömma styckets nonsens.
Hector Berlioz skrev i Journal des débats
Musiken är något av det bästa som M. Halevy har gjort. Den är skriven med varsamhet och en osedvanlig finkänslighet. Vi applåderar å det varmaste många stycken. Det finns inget som är banalt, smått, 'Parisiskt'. Det är musik av en mästare.
Den parisiske musikförläggaren Jules Heinz gjorde flera omarbetningar och utdrag från musiken, inklusive ouvertyren och 13 av ariorna arrangerades för soloröst och piano av Auguste Charlot. Trots succén på premiären, då Halévy fick ta emot applåder, verkar operan inte ha spelats ytterligare.

## Personer

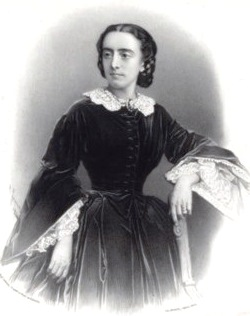
Caroline Duprez, som gjorde rollen som Valentine d'Aubigny

| Roller                                                 | Stämma      | Premiärbesättning den 26 april 1856 |
| ------------------------------------------------------ | ----------- | ----------------------------------- |
| Gilbert de Mauléon                                     | bas         | Charles-Amable Battaille            |
| Valentine d'Aubigny                                    | sopran      | Caroline Duprez                     |
| Le Chevalier de Boisrobert                             | tenor       | Toussaint-Eugène-Ernest Mocker      |
| Sylvia, en aktris vid Théâtre-Italien                  | mezzosopran | Caroline Lefebvre                   |
| Le Baron de Corisandre                                 | bas         | Elias Nathan                        |
| Marion, älskarinna till värdshusvärden i Fontainebleau | sopran      | Zoé Bélia                           |
| Julie, Sylvias husjungfru                              |             | Mlle. Laserre                       |
| Aktörer och aktriser vid Théâtre-Italien, tjänare      |             |                                     |

## Handling
Plats: Fontainebleau och Paris
Tid: Början av 1700-talet
Gilbert de Mauléon, en vacker men naiv ung adelsman från Cevennerna, stannar vid ett värdshus i Fontainebleau på sin väg till Paris. Han planerar att gifta sig med Valentine d'Aubigny, som han inte har sett på tio år sedan deras förlovning vid femton års ålder. Han tror att hon lever i Paris som barnhusbarn. Men Valentine befinner sig också på värdshuset. Hennes farbror har dött och hon har rest från Paris för att bo hos släktingar.
På värdshuset möter Gilbert en halvgalen äventyrare, Chevalier de Boisrobert, som först hånar Gilberts häst och sedan Gilbert själv. Gilbert utmanar honom på duell, men när striden ska börja serveras frukost och Boisrobert föreslår att de skjuter upp duellen till efter kaffet. Under frukosten berättar han för Gilbert att han flytt från Paris för att undgå gifta sig med Sylvia, en aktad aktris på Théâtre-Italien, med vilken han ovist har blivit förlovad med. Sylvia har slagit vad om 1000 lusidorer med sina kamrater på teatern att hon ska bli gift inom en månad och nu begär hon att Boisrobert antingen gifter sig med henne eller betalar summan.

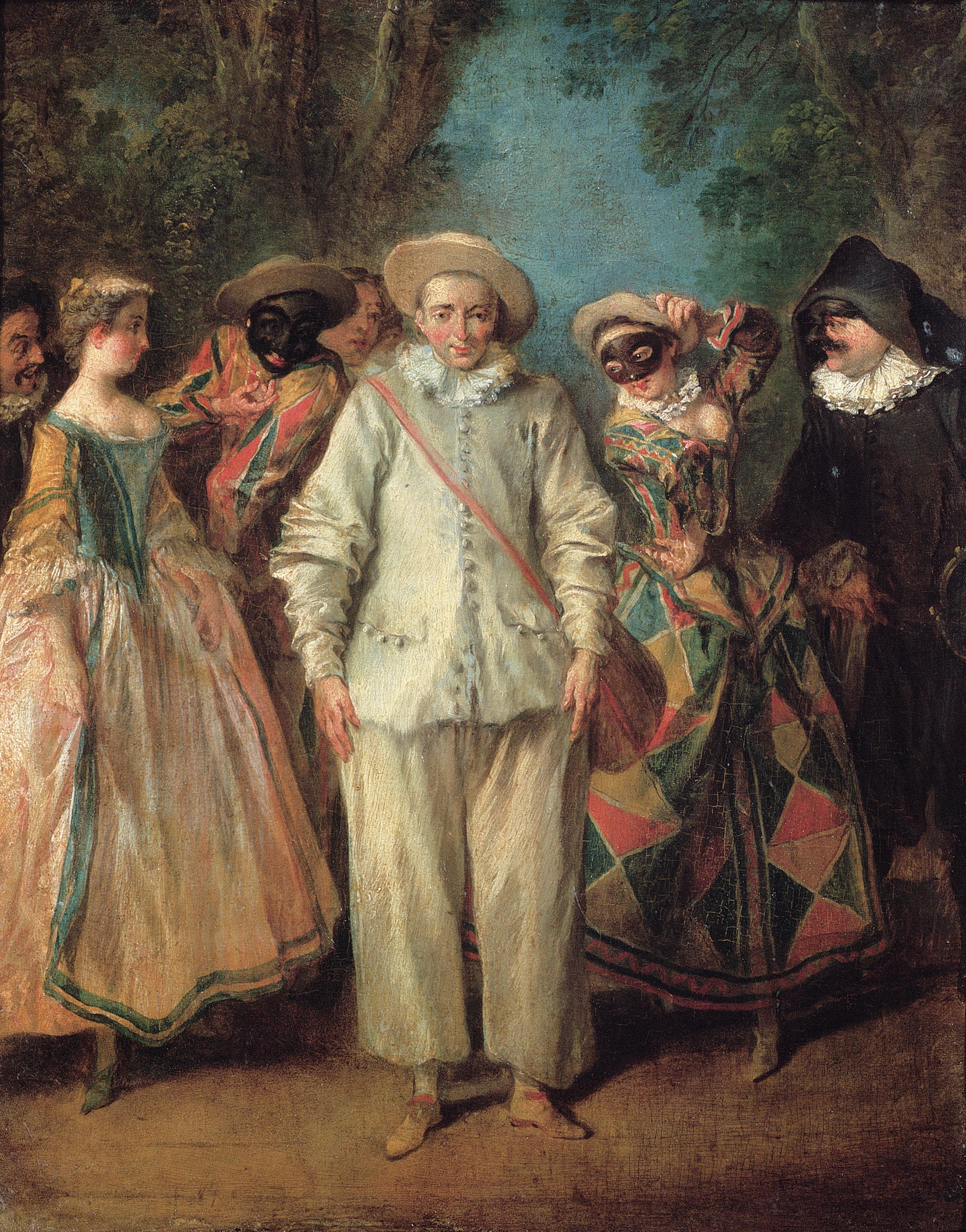
Tidig 1700-talsmålning av Lancret föreställande aktörerna vid Théâtre-Italien.

Under tiden, ovetande om vem hon är, har Boisrobert förälskat sig i Valentine samma dag. När hon kommer ned till frukosten gör han närmanden. Gilbert som inte har en aning om vem hon är rusar till hennes försvar. Medan männen ska dra svärd anländer Sylvia. Boisrobert för henne år sidan och berättar Gilberts historia. Sylvia förklarar att hon har köpt huset som tillhörde Valentines döda farbror. Boisrobert föreslår en plan. Sylvia ska låtsas vara Valentine och gifta sig med Gilbert, på så sätt vinna sitt vad och göra Boisrobert skuldfri. Hon går med på detta medan Baron de Corisandre ska spela hennes farbror trots det faktum att han själv är förälskad i Sylvia. Boisrobert, fortfarande ovetande om vem hon är, föreslår för den riktiga Valentine att hon ska låtsas vara Sylvias sällskapsdam och resa till Paris med henne. För att få klarhet i saken går Valentine med på förslaget och berättar för Boisrobert att hennes namn är "Henriette".
I Paris har Sylvia förälskat sig i Gilbert. Han är lika förälskad, inte minst på grund av alla brev som hon skickar dagligen. Men breven är egentligen skrivna av den riktiga Valentine. Han har svårt att får brevens "Valentine" gå ihop med den glada och flirtiga Sylvia. Hon uppför sig inte alls som ett barnhemsbarn som just har förlorat sin farbror. Sylvia inser till sist att trots att hon är kär i honom är hon inte den rätta kvinnan för Gilbert och bestämmer sig för att avslöja sanningen. Men den riktiga Valentine berättar sanningen för Gilbert före Sylvia, och hon och Gilbert gifter sig.
Gilbert och Valentine återvänder till Sylvias hus, där Gilbert tillkännager deras bröllop. Han tar farväl av Sylvia och kastar en sista blick på henne innan han går iväg med Valentine. Baron de Corisandre gnuggar förtjust sina händer medan Sylvia svimmar. Boisrobert öppnar dörren till trädgården och ber Sylvia lyssna. Några skådespelare från teatern hörs sjunga:
Vi ska inte tro på livslång kärlek! Vi sa skratta och sjunga hela dagen!